# Brandon Novak
Brandon Novak (ur. 10 grudnia 1978 w Baltimore) – amerykański aktor i skateboardzista. Znajomy Bama Margery, członek CKY Crew. Podczas wielu projektów CKY, Novak miał nadane kilka przezwisk, m.in. "Skate ze wsi" i "Dreamseller" (który ma wytatuowane na plecach). Drugie przezwisko zostało mu nadane, ponieważ "sprzedawał marzenia na lewo i prawo" ("selling dreams left and right"), co było odniesieniem do jego reputacji.

## Kariera
Novak pojawił się w serii filmów CKY, programach Viva la Bam i Bam’s Unholy Union oraz w filmach Haggard: The Movie i Jackass: Numer dwa. W filmie Haggard, Novak gra zaprzyjaźnionego dilera o przezwisku "Dooli". Taką ksywę miał prawdziwy diler Novaka, który sprzedawał mu narkotyki w Baltimore.
Pojawia się regularnie w programie Radio Bam na kanale 28 (Faction) radia Sirius Satellite. Podczas wystąpienia 26 grudnia 2005 roku, Novak zaprosił do programu dwie prostytutki z Filadelfii i zamierzał wykonywać z nimi różne czynności seksualne. Program został ucięty w momencie, kiedy akt seksualny się zaczynał.
W 2008 roku, Brandon wystąpił w filmie Bam Margera Presents: Where the#$&% Is Santa?, gdzie wraz z innymi członkami obsady, starali się znaleźć Świętego Mikołaja. W tym samym roku, Novak pojawił się w filmie pornograficznym Giny Lynn pt. The Fantasstic Whores 4. W filmie wziął udział również jego przyjaciel Bam Margera, który miał tam "znaczącą, nie seksualną rolę".

## Dreamseller
Brandon skończył pracę nad książką Dreamseller, w której opisuje (w zamian za możliwość mieszkania u Margerów) swoją zaprzepaszczoną karierę skateboardzisty i doświadczenia z heroiną. Współautorem książki jest Joseph Frantz. W odcinku Radia Bam z 17 grudnia 2007 ogłoszono, że książka zostanie wydana w ciągu roku. Zapowiedziano również film o tym samym tytule (reż. Bam Margera). Margera miał zagrać Brandona Novaka. Produkcja filmu miała zostać rozpoczęta na początku 2007 roku, jednak została wstrzymana, kiedy Novak wrócił ponownie do nałogu. Produkcja wielokrotnie była przerywana przez powroty do nałogu głównego bohatera.

## Walka z uzależnieniem od narkotyków
Kiedy Novak miał 14 lat, Tony Hawk zaproponował mu kontrakt skateboardingowy, lecz stracił swoją szansę przez, jak to określił, nadużywanie substancji psychoaktywnych. Brandon przyznał, że brał heroinę i był czysty od 2003 do 2007 roku. Novak był nieobecny w programie Radio Bam od 23 stycznia 2006, ponieważ leczył się z uzależnienia od tabletek. 26 lutego 2007 roku, przyznał na antenie, że mimo iż przestał brać heroinę, wciąż regularnie nadużywał kokainę i tabletki przeciwbólowe oraz często pił alkohol.
W odcinku programu z dnia 12 marca 2007 roku, Bam Margera twierdził, że Novak powrócił do nałogu, natomiast w odcinku z dnia 3 kwietnia 2007 ogłosił, że udał się na leczenie do kliniki w Scranton w Pensylwanii. W odcinku z 30 lipca, Bam Margera i Chad I. Ginsburg dyskutowali na temat heroiny i oznajmili, że uzależnienie Brandona jest "najgorsze, jakie Bam w życiu widział". Novak został wyrzucony z kliniki, po tym jak znaleziono pigułki z heroiną w jego torbie. Twierdził, że pigułki zostały mu "podrzucone". W listopadowym odcinku "Radia Bam", Novak oświadczył, że próbował popełnić samobójstwo trzy tygodnie wcześniej, ale przeżył.
W odcinku programu z 17 grudnia 2007 roku, Novak został poproszony o opuszczenie domu Margerów, kiedy ponownie na antenie skłamał o byciu czystym i nie posiadaniu pigułek. Został niedawno wypuszczony ze szpitala psychiatrycznego, gdzie przebywał 12 dni z powodu myśli samobójczych i brania leków. Ekipa znalazła przy nim kilkanaście tabletek Xanax, które jak twierdził, zostały mu przepisane. W rezultacie Frantz i Margerowie (Bam i Missy) nakazali mu natychmiastowe opuszczenie domu. 3 marca 2008 roku, Novak na antenie oświadczył, że jest czysty od 33 dni i pojawi się w nowym programie Bama emitowanym na kanale MTV.
W marcu 2009 roku Joe Franz odbył rozmowę telefoniczną z Novakiem na temat jego kolejnej próby samobójczej oraz problemów ze zdrowiem psychicznym. 9 marca Novak pojawił się na antenie i dyskutował na temat wyjścia z zakładu psychiatrycznego, jego problemach z narkotykami i lekami oraz urojeń, które doprowadziły go do problemów.

## Życie prywatne
5 grudnia 2005 roku urodziło się mu jego pierwsze dziecko, syn Jackson Andrew. Novak ma brata i siostrę.

## Telewizja, filmy i publikacje

### Telewizja
- Bam’s Unholy Union (MTV, 2008)
- Viva la Bam (MTV, 2003–2006)

### Filmy
- CKY3 (2001)
- CKY4 – Latest and Greatest (2002)
- Jackass: Świry w akcji (2002)
- Jackass: Numer dwa (2006)
- Haggard: The Movie (2004)
- Minghags (2007)
- The Fantasstic Whores 4 (Gina Lynn Productions, 2008)
- Bam Margera Presents: Where the#$&% Is Santa? (2008)
- Dreamseller (2011)

### Książki
- Brandon Novak, Dreamseller. (Citadel Press, 2008) (Twarda okładka) ISBN 0-8065-3003-0
- Brandon Novak, Dreamseller. (Citadel Press, 2009) (Miękka okładka)

## Ciekawostki
- Ville Valo - lider zespołu HIM oświadczył, że inspiracją do napisania piosenki "Killing Loneliness", było twierdzenie Novaka, że jego uzależnienie od heroiny było spowodowane przez potrzebę "zabicia samotności"[12].
- W dodatkowych materiałach do filmu Haggard można zobaczyć tatuaż na jego brzuchu z napisem "Nigdy więcej pierdolonej heroiny" ("No More Fucking Heroin").